# Haplorrhini
Gli aplorrini (Haplorrhini) sono uno dei due sottordini dei primati. Il nome deriva dal greco antico  ἁπλόος ?, haplóos ("semplice") e ῥίς, rhís ("naso") in riferimento al naso non ricurvo, principale caratteristica che li distingue dal sottordine degli strepsirrini.

## Caratteristiche
Gli aplorrini sono considerati un gruppo evolutivamente più recente degli strepsirrini ("dal naso ricurvo"), ossia lemuri, lori e galagidi, rispetto ai quali hanno perso la capacità di creare autonomamente la vitamina C e  il labbro superiore non è fuso col naso, il che consente di assumere numerose espressioni facciali. Hanno inoltre un rapporto peso del cervello/massa corporea maggiore degli strepsirrini e per muoversi e rapportarsi utilizzano principalmente la vista. La visione è tricromatica e, fatta eccezione per i tarsi e le scimmie notturne, hanno abitudini diurne.
L'utero ha una sola camera, ad eccezione dei tarsi nei quali è bicornato come negli strepsirrini. Le femmine partoriscono solitamente un unico cucciolo per parto (anche se nei callitricidi sono frequentissimi i parti gemellari e trigemini): alla nascita i cuccioli sono in rapporto più grandi di quelli degli strepsirrini, tuttavia deve passare più tempo prima che il cucciolo diventi indipendente.

## Evoluzione
Gli aplorrini si separarono dagli strepsirrini a partire dai 63 milioni di anni fa. 5 milioni di anni dopo i simiiformes si separarono dai primi aplorrini e cominciarono a seguire una propria strada evolutiva. 40 milioni di anni fa le platirrine (scimmie del Nuovo Mondo) si separarono dalle catarrine (scimmie del Vecchio Mondo); dalle catarrine 25 milioni di anni fa si separarono i futuri ominidi. È stata per lungo tempo opinione comune che questa divisione sia avvenuta in Africa: i successivi ritrovamenti di grandi scimmie antropomorfe (Bugtipithecus inexpectans, Phileosimias kamali, Phileosimias brahuiorum) in Pakistan ha messo in discussione questa teoria.

## Tassonomia
A questo sottordine appartengono i tarsi (precedentemente classificati come proscimmie), le scimmie vere e proprie (scimmie del Nuovo e Vecchio Mondo).
- Sottordine Haplorrhini
  - Infraordine Tarsiiformes (Tarsiformi)
    - Superfamiglia Tarsioidea
      - Famiglia Tarsiidae (Tarsidi) (8 specie)

  - Infraordine Simiiformes
    - Parvordine Platyrrhini o "scimmie del Nuovo Mondo"
      - Superfamiglia Ceboidea
        - Famiglia Cebidae (Cebidi) (56 species)
        - Famiglia Aotidae (7 specie)
        - Famiglia Pitheciidae (41 specie)
        - Famiglia Atelidae (24 specie)

    - Parvordine Catarrhini o "scimmie del Vecchio Mondo"
      - Superfamiglia Cercopithecoidea
        - Famiglia Cercopithecidae (Cercopitecidi) (135 specie)

      - Superfamiglia Hominoidea (Ominoidi)
        - Famiglia Hylobatidae (Ilobatidi) (13 specie)
        - Famiglia Hominidae (Ominidi) (7 specie)